# Wiktoria Niegolewska
Wiktoria Niegolewska (ur. 5 lutego 1872 w Deminowie, zm. 24 października 1927 w Lublińcu) – polska ziemianka, działaczka narodowa w powiecie lublinieckim, członkini honorowa Związku Powstańców Śląskich.

## Życiorys
Była córką Jana Mateusza h. Łodzia oraz Walerii z Gorów Żabińskich. W 1912 w Paryżu poślubiła Kazimierza Niegolewskiego, późniejszego pierwszego starostę lublinieckiego w II Rzeczypospolitej, który wcześniej był mężem jej siostry Konstancji (w 1908 się rozwiedli). Kazimierz i Wiktoria nie mieli dzieci.
W 1913 Wiktoria z mężem osiedlili się w majątku Czarny Las w okolicach Woźnik. W 1920 w swoim pałacu otworzyła prywatną polską szkołę dla 40 dzieci z okolicy. Wówczas była to jedna polska szkoła na Górnym Śląsku. Opiekę sprawował Związek Nauczycielstwa Górnoślązaków, a szkoła, mimo nacisków ze strony władz niemieckich, przetrwała do czasu włączenia tych terenów do Polski po plebiscycie.
W czasie epidemii tyfusu zajmowała się chorymi. Podczas III powstania śląskiego organizowała dostawę leków i aprowizację szpitala polowego w Lublińcu, prowadziła oddział Polskiego Czerwonego Krzyża. Przemycała broń i amunicję dla powstańców. Krótko przed insurekcją broń przewieziono do Lubszy i ukryto je w Młynku. W pałacu w Czarnym Lesie zorganizowała szpital dla powstańców, którymi się zajmowała. Pomagała powstańcom, ukrywając się przed władzami niemieckimi. Później planowała stworzenie domu wypoczynkowego dla inwalidów po powstaniach śląskich, przekazała na ten cel część swojego majątku, ale z powodu braku środków nie udało się zrealizować tego planu.
Po podziale Górnego Śląska działała u boku męża na niwie społecznej w całym powiecie lublinieckim. Opiekowała się śląskimi bibliotekami, promując czytelnictwo. Zapisała swoje zbiory biblioteczne, pamiątki i dzieła sztuki Towarzystwu Przyjaciół Nauk na Śląsku. Starała się o zabudowanie gmachu dla organizacji.
W latach 1922–1924 pracowała w Wyższej Szkole Miasta Lublińca jako nauczycielka języka francuskiego, geografii i historii.
W 1923 zorganizowała Koło Przyjaciół Harcerstwa. Z jej pomocą koło ufundowało sztandar dla drużyny w gimnazjum im. Tadeusza Kościuszki. Koło ze składek finansowało zloty, kursy, obozy harcerskie urządzane przez komendę hufca.
W 1925 została honorową członkinią Związku Powstańców Śląskich. Została odznaczona przez Związek Powstańców Śląską Wstęgą Walecznych i Gwiazdą Górnośląską. Pośmiertnie (1937) została odznaczona Medalem Niepodległości.
Jej pogrzeb, zorganizowany 3 dni po śmierci, stał się manifestacją narodową społeczności Górnego Śląska, a udział w nim wzięło 10 tys. osób. Wiktoria nazywana była przez mieszkańców regionu naszą matką. Jej męża, zmarłego 1 stycznia 1924, ekshumowano z cmentarza parafialnego i pochowano wraz z Wiktorią na cmentarzu wojskowym w Lublińcu. Szczątki małżonków złożono w mauzoleum, które Wiktoria ufundowała prawdopodobnie w 1925. Na pomniku była płyta z brązu, którą odlano w Paryżu, a przedstawiała Kazimierza Niegolewskiego w otoczeniu dzieci, chłopów i robotników ze Śląska. Nad wieżą kościoła i kominami umieszczono słońce symbolizujące wolność Śląska przyłączonego do Polski. W 1939 grobowiec został zniszczony przez wojska hitlerowskie. Współcześnie na mogile zachował się fragment pomnika z imieniem i nazwiskiem Kazimierza Niegolewskiego.

## Ordery i odznaczenia
- Medal Niepodległości (pośmiertnie, 16 marca 1937)[7]
- Srebrny Krzyż Zasługi (11 stycznia 1928)[8]
- Gwiazda Górnośląska

## Upamiętnienie
W 1987, z okazji 65. rocznicy powrotu Lublińca do Polski, na ścianie budynku przy ul. Paderewskiego, gdzie mieszkali Niegolewscy, umieszczono tablicę pamiątkową.
Od 1990 w Lublińcu istnieje ulica imienia Kazimierza i Wiktorii Niegolewskich.
Była jedną z 30 bohaterek wystawy „60 na 100. SĄSIADKI. Głosem Kobiet o powstaniach śląskich i plebiscycie” powstałej w 2019 i opowiadającej o roli kobiet w śląskich zrywach powstańczych i akcji plebiscytowej. Koncepcję wystawy, scenariusz i materiały przygotowała Małgorzata Tkacz-Janik, a grafiki Marta Frej.